# 提莫·魏穆斯
提莫·魏穆斯（德語：Timur Vermes，（1967年—），是一位德國作家，其處女作《希特勒回來了》是德国《明镜周刊》2013年畅销书，被翻译成30多种语言。2015年改編成同名電影《希特勒回来了 (电影)》。